# J. R. Rotem

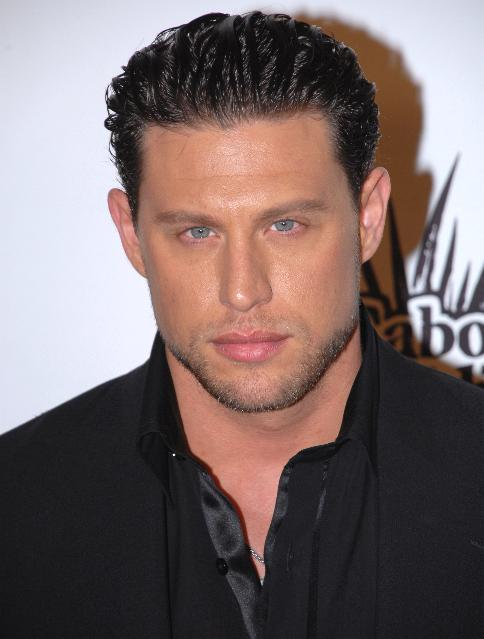
J. R. Rotem bei einer Verleihung (2007)

Jonathan Reuven „J. R.“ Rotem (* 1975 in Johannesburg, Südafrika) ist ein Musikproduzent.

## Karriere
Rotem ist israelisch-finnischer Abstammung und kam in Südafrika zur Welt. Er wuchs in Toronto auf und lebt heute in Beverly Hills. Schon früh spielte er Klavier und hörte gerne Klassik sowie Rockmusik. Rotem besuchte das Berklee College of Music und studierte Jazz-Komposition.
2006 gründete Rotem sein eigenes Label Beluga Heights; als ersten Künstler nahm er Sean Kingston unter Vertrag. Fortan produzierte er verschiedene Lieder für Sean Kingston, unter anderem Take You There, das Platin bekam. Rotem arbeitete außerdem mit vielen anderen bekannten Künstlern wie Plies, Rick Ross, Leona Lewis, Iyaz, The Game, 50 Cent und Jason Derulo zusammen.

## Sonstiges
In den meisten von Rotem produzierten Liedern hört man am Anfang eine mit einem Synthesizer veränderte Stimme die sagt: „JJJJ JR“ oder am Ende eines Liedes „Beluga Heights“.